# Mięsień mostkowy

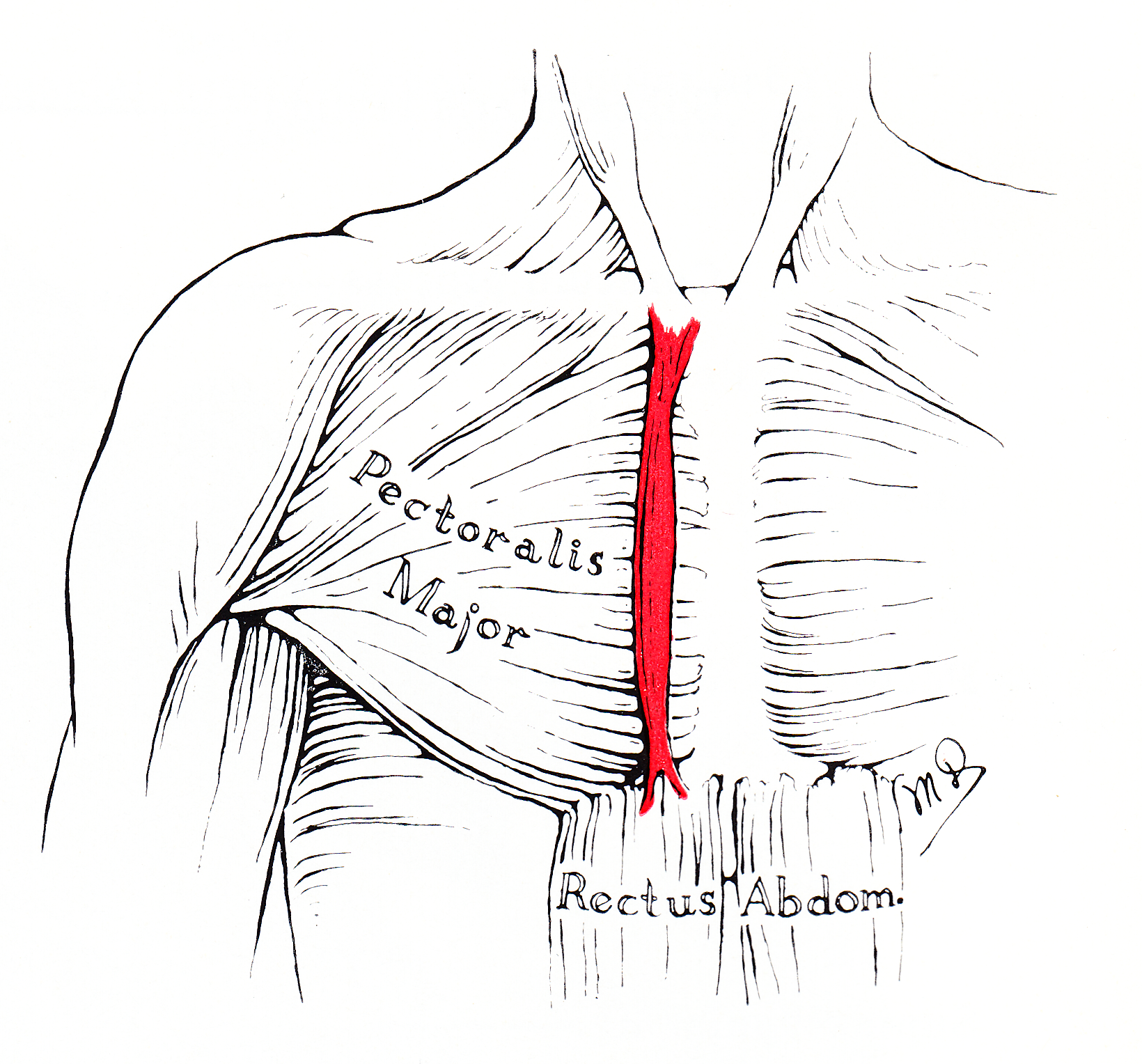
Mięsień mostkowy

Mięsień mostkowy (łac. musculus sternalis) – w anatomii człowieka mięsień klatki piersiowej występujący u 5–8% populacji. Położony jest na zewnętrznej powierzchni mostka, mniej więcej równolegle do niego. Osiąga szerokość od kilku milimetrów do kilku centymetrów. Unerwiony jest przez nerwy piersiowe przednie.
Opisany po raz pierwszy w 1604 roku, jego rola pozostaje stosunkowo nieznana. Wiadomo, że stosunkowo rzadko występuje u osób z białą skórą (2–6%), częściej u osób czarnoskórych (6–11%), i najczęściej u osób pochodzenia azjatyckiego (11–17%). Dwukrotnie częściej pojawia się tylko po jednej stronie niż obustronnie.